# Joeropsis
Joeropsis är ett släkte av kräftdjur. Joeropsis ingår i familjen Joeropsididae.

## Dottertaxa tillJoeropsis, i alfabetisk ordning[1]
- Joeropsis acoloris
- Joeropsis affinis
- Joeropsis algensis
- Joeropsis antarctica
- Joeropsis antillensis
- Joeropsis arpedes
- Joeropsis beuroisi
- Joeropsis bicarinata
- Joeropsis bicornis
- Joeropsis bidens
- Joeropsis bifasciatus
- Joeropsis bourboni
- Joeropsis brevicornis
- Joeropsis caboverdensis
- Joeropsis ceylonensis
- Joeropsis concava
- Joeropsis coralicola
- Joeropsis curvicornis
- Joeropsis dimorpha
- Joeropsis dollfusi
- Joeropsis dubia
- Joeropsis faurei
- Joeropsis gertrudae
- Joeropsis hamatilis
- Joeropsis hawaiiensis
- Joeropsis indicus
- Joeropsis integer
- Joeropsis intermedius
- Joeropsis juvenilis
- Joeropsis karachiensis
- Joeropsis lata
- Joeropsis latiantennata
- Joeropsis legrandi
- Joeropsis lentigo
- Joeropsis letourneuri
- Joeropsis limbatus
- Joeropsis lobata
- Joeropsis marionis
- Joeropsis meteor
- Joeropsis minutus
- Joeropsis monsmarinus
- Joeropsis neozealandica
- Joeropsis nigricapitis
- Joeropsis palliseri
- Joeropsis paradubia
- Joeropsis patagoniensis
- Joeropsis paulensis
- Joeropsis pentagona
- Joeropsis personatus
- Joeropsis pleurion
- Joeropsis polynesiensis
- Joeropsis rathbunae
- Joeropsis salvati
- Joeropsis sanctipauli
- Joeropsis sandybrucei
- Joeropsis schoelcheri
- Joeropsis serrulus
- Joeropsis setosa
- Joeropsis stebbingi
- Joeropsis tayrona
- Joeropsis tobagoensis
- Joeropsis trilabes
- Joeropsis unidentata
- Joeropsis waltervadi
- Joeropsis vibicaria
- Joeropsis wolffi